# Fujiwara no Tadaie
Fujiwara no Tadaie (藤原忠家, [[[1033]] - 1091] Erro: {{japonês}}: texto da transliteração contém caractere não latino (pos 19) (ajuda)) , também conhecido como Mikohidari Tadaie, foi um membro da corte, estadista,  político, poeta e calígrafo durante o Período Heian da história do Japão .

## Vida
Tadaie foi neto de Fujiwara no Michinaga ; e seu pai foi Fujiwara no Nagaie . Um dos filhos de Tadaie foi Fujiwara no Toshitada (1071 - 1123) . Esta linhagem ficou conhecida como Mikohidari dentro do ramo Hokke do clã Fujiwara . 
Tadaie foi o avô do poeta Fujiwara no Toshinari (1114-1204),  que também era conhecido como Shunzei e bisavô de Fujiwara no Sadaie, que era conhecido como Fujiwara no Teika.

## Carreira

### Membro da Corte
Tadaie ocupou cargos de governo nos reinados do Imperador Go-Reizei (1045 a 1068), do Imperador Go-Sanjo (1068 a 1073),  do Imperador Shirakawa (1073 a 1086) e do Imperador Horikawa (1087 a 1107) . 
Tadaie foi promovido com o título de Sho ni i (正二位, Oficial sênior de segundo escalão) , e com o cargo de Dainagon 

### Poeta
Neste período da história japonesa, uma das funções dos membros da corte incluía criar e apresentar poemas . 
Um incidente na vida de Tadaie se transformou em destaque em um poema que capturou um momento fugaz e um gesto galante:
| Rōmaji                                                                      | Português |
| Haru no yo no Yume bakari naru Te-makura ni Kainaku tatan Na koso oshi kere | Se eu tivesse feito do teu braço oferecido Um travesseiro para minha cabeça Mesmo que por um curtíssimo tempo, no qual Um sonho de verão fugiria, O que poderia o mundo ter dito? |
|                                                                             | |

### Calígrafo
Exemplos de caligrafia atribuídos a Tadaie foram identificados diversas vezes pelo governo japonês como "Tesouro Nacional" , como "objeto de arte importante" e "propriedade cultural importante"  